# Breitenau (Bas-Rhin)
Breitenau ist eine französische Gemeinde mit 335 Einwohnern (Stand 1. Januar 2021) im Département Bas-Rhin in der Region Grand Est (bis 2015 Elsass). Sie gehört zum Arrondissement Sélestat-Erstein und zum Kanton Mutzig.

## Geografie

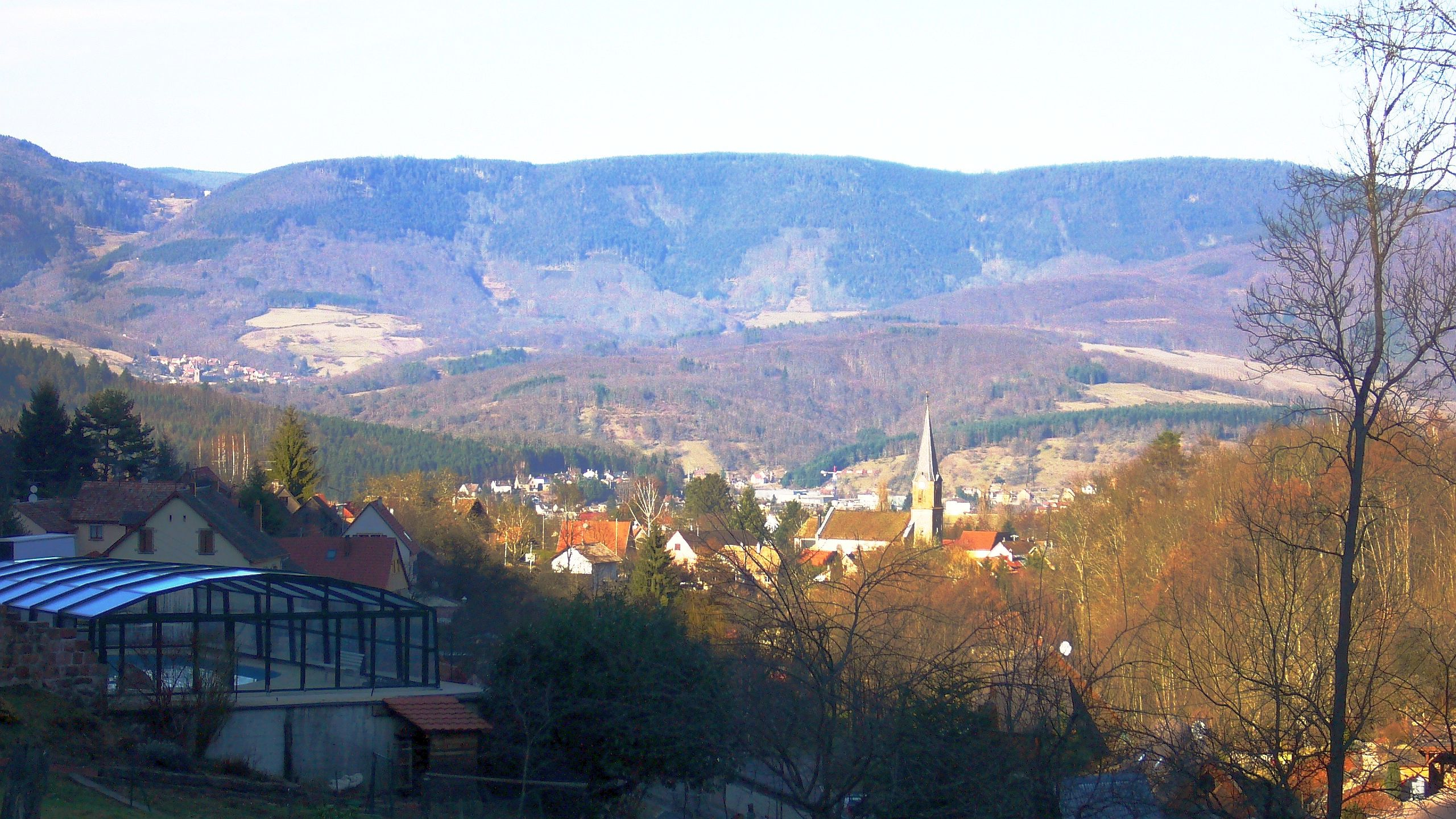
Blick auf Breitenau

Die Gemeinde Breitenau liegt im Tal des Luttenbaches, eines Nebenflusses des Giessen in den Vogesen. Im Südwesten reicht das Gemeindegebiet bis zum 607 m hohen Col de Fouchy an der Grenze zum Département Haut-Rhin.
Nachbargemeinden von Breitenau sind Bassemberg im Norden, Villé im Nordosten, Neuve-Église im Osten, Neubois und Bassemberg im Südosten, Rombach-le-Franc im Südwesten sowie Fouchy im Westen.

## Wappen
Wappenbeschreibung: In Silber schweben drei pfahlgestellte grüne Wecken.

## Bevölkerungsentwicklung

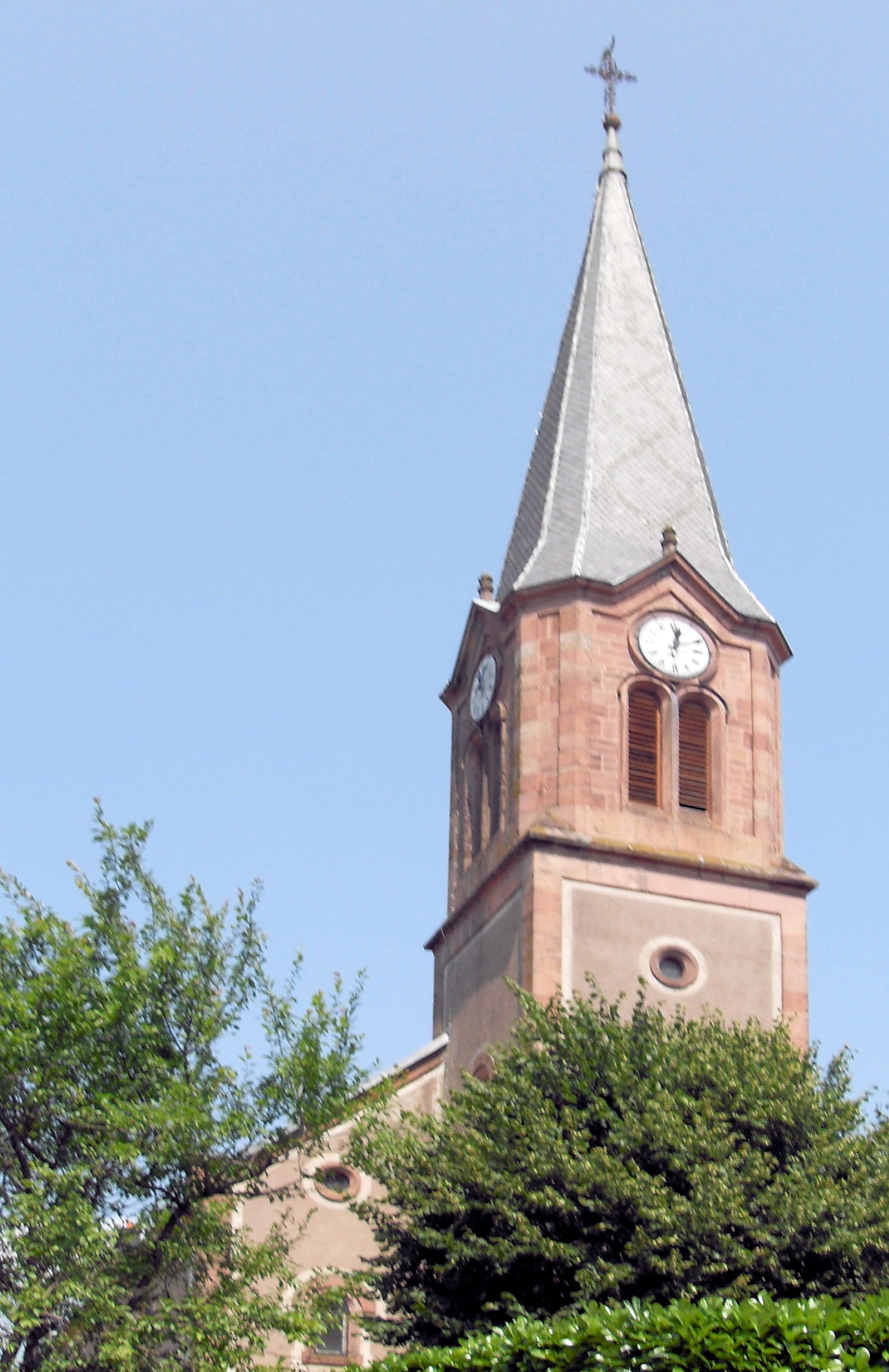
Turm der Kirche Saint-Dié

| Jahr      | 1962 | 1968 | 1975 | 1982 | 1990 | 1999 | 2007 | 2019 |
| Einwohner | 214  | 225  | 232  | 214  | 208  | 258  | 281  | 328  |